# Unschuldig (Fernsehserie, 2022)
Unschuldig (koreanischer Originaltitel: 아다마스; RR: A-da-ma-seu) ist eine südkoreanische Dramaserie, die von Studio Dragon und Mays Entertainment umgesetzt wurde. In Südkorea fand die Premiere der Serie am 27. Juli 2022 auf tvN statt. Im deutschsprachigen Raum erfolgte die Erstveröffentlichung der Serie am 30. August 2023 durch Disney+ via Star als Original.

## Handlung
Der Stiefvater der Zwillingsbrüder Woo-shin und Soo-hyun wurde vor 22 Jahren ermordet. Woo-shin, der inzwischen ein Bestsellerautor von Kriminalromanen ist, findet heraus, dass die Waffe, mit der sein Stiefvater getötet wurde, ein Diamantpfeil namens „Adamas“ war. Um ihn in die Finger zu bekommen, begibt er sich in die Villa von Kwon Jae-gyu, dem Vorsitzenden der Haesong-Gruppe, und gibt sich als Ghostwriter seiner Memoiren aus. Unerwartete Unterstützung erhält er von Eun Hye-soo, die mit dem ältesten Sohn des Vorsitzenden der Haesong-Gruppe verheiratet ist und im Geheimen agiert. Soo-hyun arbeitet als Sonderstaatsanwältin für die Staatsanwaltschaft des Zentralbezirks und trifft auf Seo-hee, eine Reporterin, die versucht, die Wahrheit über den 22 Jahre zurückliegenden Vorfall aufzudecken. Als er beginnt, die Umstände des Todes seines Stiefvaters zu hinterfragen, nimmt Soo-hyun den Fall wieder auf. Schon bald stoßen die beiden Brüder auf eine große Verschwörung.

## Besetzung
| Rolle         | Schauspieler   |
| ------------- | -------------- |
| Ha Woo-shin   | Ji Sung        |
| Song Soo-hyun | Ji Sung        |
| Eun Hye-soo   | Seo Ji-hye     |
| Kim Seo-hee   | Lee Soo-kyung  |
| Choi Tae-sung | Heo Sung-tae   |
| Lee Jun-kyung | Oh Dae-hwan    |
| Kwon Soon-yi  | Hwang Jung-min |

## Episodenliste
| Nr. | Deutscher Titel | Originaltitel | Erstausstrahlung (Südkorea) | Deutschsprachige Erstveröffentlichung (D/A/CH) |
| --- | --------------- | ------------- | --------------------------- | ---------------------------------------------- |
| 1   | Folge 1         | 1화           | 27. Juli 2022               | 30. Aug. 2023                                  |
| 2   | Folge 2         | 2화           | 28. Juli 2022               | 30. Aug. 2023                                  |
| 3   | Folge 3         | 3화           | 3. Aug. 2022                | 30. Aug. 2023                                  |
| 4   | Folge 4         | 4화           | 4. Aug. 2022                | 30. Aug. 2023                                  |
| 5   | Folge 5         | 5화           | 10. Aug. 2022               | 30. Aug. 2023                                  |
| 6   | Folge 6         | 6화           | 11. Aug. 2022               | 30. Aug. 2023                                  |
| 7   | Folge 7         | 7화           | 17. Aug. 2022               | 30. Aug. 2023                                  |
| 8   | Folge 8         | 8화           | 18. Aug. 2022               | 30. Aug. 2023                                  |
| 9   | Folge 9         | 9화           | 24. Aug. 2022               | 30. Aug. 2023                                  |
| 10  | Folge 10        | 10화          | 25. Aug. 2022               | 30. Aug. 2023                                  |
| 11  | Folge 11        | 11화          | 31. Aug. 2022               | 30. Aug. 2023                                  |
| 12  | Folge 12        | 12화          | 1. Sep. 2022                | 30. Aug. 2023                                  |
| 13  | Folge 13        | 13화          | 7. Sep. 2022                | 30. Aug. 2023                                  |
| 14  | Folge 14        | 14화          | 8. Sep. 2022                | 30. Aug. 2023                                  |
| 15  | Folge 15        | 15화          | 14. Sep. 2022               | 30. Aug. 2023                                  |
| 16  | Folge 16        | 16화          | 15. Sep. 2022               | 30. Aug. 2023                                  |